# عباس أباد (بالا لاريجان)
عباس أباد (بالفارسية: عباس‌آباد) هي قرية تقع في إيران في قسم بالا لاریجان الريفي.